# Pierrette Bloch
Pierrette Bloch (París, 16 de junio de 1928 - 7 de julio de 2017) fue una artista y pintora suiza.
Nació en una familia de nacionalizada suiza donde sus padres se refugiaron en 1940 y su vida transcurrió en Francia. 
De vuelta en París, comenzó sus estudios artísticos en 1947, 
con Jean Souverbie, André Lhote y Henri Goetz. Es en París donde 
exhibió por primera vez en 1951.
Las obras del artista se encuentran en las colecciones del Centro Georges Pompidou en París, el Museo Stedelijk en Ámsterdam y el Museo de Arte Moderno de Nueva York, entre otros.
Obtuvo el Premio Maratier en 2005.